# Medford (Maine)
Medford é uma cidade localizada no estado norte-americano de Maine, no Condado de Piscataquis.

## Demografia
Segundo o censo norte-americano de 2000, a sua população era de 231 habitantes.

## Geografia
De acordo com o United States Census Bureau, a cidade tem uma área total de 43,1 quilômetros quadrados (111,7 km²), dos quais, 42,4 quilômetros quadrados é composto por terra e 0,7 quilômetros quadrados da mesma é água.